# Алџер (Вашингтон)
Алџер (енгл. Alger) насељено је место без административног статуса у америчкој савезној држави Вашингтон.

## Демографија
По попису из 2010. године број становника је 403, што је 314 (352,8%) становника више него 2000. године.
| Група             | 2000.      | 2010.       |
| Белци             | 84 (94,4%) | 349 (86,6%) |
| Афроамериканци    | 0 (0,0%)   | 0 (0,0%)    |
| Азијати           | 0 (0,0%)   | 7 (1,7%)    |
| Хиспаноамериканци | 5 (5,6%)   | 34 (8,4%)   |
| Укупно            | 89         | 403         |